# Parc Floral de Paris
Het Parc Floral de Paris is een park met botanische tuin dat voor de 4e editie van de wereldtuinbouwtentoonstelling van 1969 werd aangelegd in het Bois de Vincennes.